# Fallex 62
FALLEX 62 (fall exercise ’62) war eine Stabsrahmenübung der NATO im Herbst 1962, die aus der Phase der Spannungszeit in die des Verteidigungsfalles überging. Es war das erste Manöver der NATO, dem die Annahme zugrunde lag, der dritte Weltkrieg beginne mit einem sowjetischen Großangriff auf Europa. Das Manöverszenario ließ eine Atombombe von mittlerer Sprengkraft über einem Fliegerhorst der Bundeswehr explodieren, gefolgt von weiteren Atomschlägen gegen die Flugplätze und Raketenstellungen der NATO in der Bundesrepublik, in England, Italien und der Türkei.
Das Ergebnis des Planspiels wurde von Oberst Alfred Martin dem deutschen Nachrichtenmagazin Der Spiegel zugespielt und in Ausgabe 41/1962 vom 10. Oktober 1962 unter dem Titel Bedingt abwehrbereit in Auszügen veröffentlicht.
Die Bundeswehr sei aufgrund ihrer mangelhaften Ausstattung zu der von der NATO seit dem Amtsantritt des US-amerikanischen Präsidenten John F. Kennedy im Jahr 1961 bevorzugten konventionellen Vorwärtsverteidigung gegen Truppen des Warschauer Pakts nicht in der Lage. Für eine wirksame Abschreckung müsse deshalb auch im Atomzeitalter die konventionelle Schlagkraft der Bundeswehr und ihrer Verbündeten verstärkt werden. Im Gegensatz dazu wollte der damalige Bundesverteidigungsminister Franz Josef Strauß an der seiner Meinung nach billigeren und prestigeträchtigeren Option einer nuklearen Bewaffnung und der atomaren Erstschlag-Taktik („pre-emptive strike“) festhalten.
Aus der Veröffentlichung entwickelte sich die so genannte Spiegel-Affäre.